# X̀
Cette page contient des caractères spéciaux ou non latins. S’ils s’affichent mal (▯, ?, etc.), consultez la page d’aide Unicode.
X̀ (minuscule: x̀), appelé X accent grave, est un graphème de l’alphabet latin utilisée dans quelques ouvrages linguistiques sur les langues du Caucase.  Il s’agit de la lettre X diacritée d'un accent grave.

## Représentations informatiques
Le X accent grave peut être représenté avec les caractères Unicode suivants (latin de base, diacritiques) :
| formes    | représentations | chaînes de caractères | points de code | descriptions                                       |
| --------- | --------------- | --------------------- | -------------- | -------------------------------------------------- |
| capitale  | X̀               | X◌̀                    | U+0058 U+0300  | lettre majuscule latine x diacritique accent grave |
| minuscule | x̀               | x◌̀                    | U+0078 U+0300  | lettre minuscule latine x diacritique accent grave |